# Полин — трава гірка
Полин — трава гірка (рос. Полынь — трава горькая) — радянський художній фільм-мелодрама 1982 року. 

## Сюжет
Після війни Трофим повернувся в рідне село з Німеччини з дівчиною, яка втратила в концтаборі пам'ять. Турбота і співчуття односельчан допомогли дівчині повернутися до повнокровного життя.

## У ролях
- Ольга Прохорова —  Маша
- Олександр Казаков —  Трофим Єрмаков
- Володимир Трещалов —  Павло Єрмаков
- Олена Драпеко —  Дуся Мікішина
- Галина Дьоміна —  Авдотья, мати Трофима
- Петро Глєбов —  Григорій Михайлович Жарков, генерал, батько Маші
- Алефтіна Євдокимова —  Марта
- Михайло Брилкін —  Авдей
- Віра Майорова —  Ліза, дружина Павла
- Володимир Новіков —  Василь Ковригін
- Антоніна Циганкова-Поволяєва —  Нінка
- Анна Калтуріна —  Шура
- Микола Волков —  Лазутін
- Зінаїда Ярош —  Ася
- Марія Скворцова —  Ковригіна
- Людмила Купіна —  Глаша
- Петро Ярош —  Мітя
- Максим Сабіров —  Васильок
- Валерій Лисенков —  німець з губною гармошкою
- Юрій Ільїн —  епізод
- Юрій Дмитрієв —  епізод
- Дмитро Журавльов —  епізод
- Геннадій Колесов —  епізод

## Знімальна група
- Автор сценарію: Михайло Ворфоломєєв
- Режисер:  Олексій Салтиков
- Оператор:  Віктор Якушев
- Художник: Саїд Меняльщиков
- Композитор: Олександра Пахмутова
- Текст пісні: Сергій Єсенін